# 连续信号
连续信号或称连续时间信号是指定义在实数域的信号，自变量（一般是时间）的取值连续。若信号的幅值和自变量均连续，则称为模拟信号。
根据实数的性质，时间参数的连续性意味着信号的值在时间的任意点均有定义。
一个典型的无限时间信号为：
{\displaystyle f(t)=\sin(t),\quad t\in \mathbb {R} }
上述信号有范围限制的例子为：
{\displaystyle f(t)=\sin(t),\quad t\in [-\pi ,\pi ]}
{\displaystyle f(t)=0} t取其他值
作为物理信号，连续信号的值必然有一定的范围。
任何模拟信号都是连续信号，数字信号处理中的离散信号可以通过对连续信号采样和量化得到。
连续信号也可以定义在其他自变量上，一个常用的例子是定义在空间上的连续信号，如图像处理中一般定义在二维平面上。